# Andrew Booker
Andrew Richard Booker (1976) é um matemático britânico, atualmente professor de matemática pura na Universidade de Bristol. É especialista em teoria analítica dos números, conhecido por seu trabalho sobre funções L de formas automórficas e suas contribuições ao problema da soma de três cubos.
Obteve um doutorado em 2003 na Universidade de Princeton, orientado por Peter Sarnak.

## Contribuições
Na primavera de 2019 Booker atraiu atenção internacional ao mostrar que 33 pode ser expresso como soma de três cubos. Na época 33 e 42 eram os únicos números menores que 100 para os quais este problema ainda estava em aberto. Mais tarde no mesmo ano, em trabalho colaborativo com Andrew Sutherland do Instituto de Tecnologia de Massachusetts (MIT), resolveu o caso para 42, e também resolveu uma questão posta a 65 anos por Louis Mordell, encontrando uma terceira representação para 3 como a soma de três cubos. A Popular Mechanics citou o resultado para 42 como uma das principais descobertas matemáticas de 2019.

## Vídeos
Numberphile produziu três vídeos no YouTube relacionados à soma de três cubos nos quais Andrew Booker é apresentado como convidado:
- 42 is the new 33
- The Mystery of 42 is Solved
- 3 as a sum of 3 cubes